# Minna (Nigeria)
Minna est la capitale de l'État de Niger, au Nigeria ; elle est également le chef-lieu de la zone de gouvernement local de Chanchaga (dont les limites correspondent plus ou moins à celles de l'agglomération de Minna).
En 2007, sa population était estimée à 304 113 habitants, sans doute environ 385 000 en 2015.
La ville est située à environ 150 km au nord-ouest d'Abuja, la capitale du pays.

## Transports
La ville compte une gare, située sur le chemin de fer reliant Lagos à Kano, et un aéroport. C'est également un émirat.

## Personnalités
Ben Okri (1959-), poète et romancier.